# Városlőd
Városlőd là một thị trấn thuộc hạt Veszprém, Hungary. Thị trấn này có diện tích 22,27 km², dân số năm 2010 là 1405 người, mật độ 63 người/km².